# Екватор
Екваторът е мислена окръжност около планета (или друг астрономически обект), на равно разстояние от двата полюса. Екваторът разделя планетата на Северно полукълбо и Южно полукълбо. Екваторът по дефиниция е паралелът на 0° географска ширина. Дължината на земния екватор е около 40 075 696 m. (Изминаването на това разстояние с автомобил при скорост 55 km/h би отнело около месец.) 1° дължина по екватора е равен на 111 321,4 m.
На 1 градус от екватора отговарят 111 321 m.
Екваторът е един от петте главни паралела според отношението на въртенето на Земята и равнината на орбитата ѝ около Слънцето. Освен това екваторът е единственият паралел, който е голяма окръжност.
Слънцето при сезонното си движение по небосвода пресича екватора два пъти годишно – при пролетното и есенното равноденствие, съответно през март и септември. На екватора на тези дати слънчевите лъчи падат перпендикулярно спрямо земната повърхност.
Близо до екватора се наблюдават най-бързите изгреви и залези в света, продължаващи минути. Също така отношението ден/нощ на тези места е относително постоянно спрямо разположените на по-големи географски ширини места.

## Екваториален климат
В много тропически региони годината се дели на два сезона, влажен и сух, но повечето места, близки до екватора, са влажни по всяко време, въпреки че климатът зависи и от други фактори, включително надморската височина и близостта до океан.
По екватора сушата е малко.
Най-високата точка на екватора е на 4690 m надморска височина, на 77°59′31" W, на южните склонове на вулкана Каямбе (5790 m) в Еквадор. Това е малко над снежната линия и е единствената точка от екватора, на която се задържа сняг.

## Екваториални държави
Екваторът пресича Атлантическия океан, Африка, Индийския океан, Азия, Тихия океан и Южна Америка:
| Координати                                                                                                | Океани, морета, държави      | Подробности (административни единици, градове, други) |
| --- | ---------------------------- | --- |
| 0°00′ с. ш. 0°00′ и. д. / 0° с. ш. 0° и. д.                                                               | Атлантически океан           | Гвинейски залив, Сао Томе и Принсипи – о. Ролаш (0°00′ с. ш. 6°31′ и. д. / 0° с. ш. 6.516667° и. д.) |
| 0°00′ с. ш. 9°21′ и. д. / 0° с. ш. 9.35° и. д. 0°00′ с. ш. 13°56′ и. д. / 0° с. ш. 13.933333° и. д.       | Габон                        | |
| 0°00′ с. ш. 13°56′ и. д. / 0° с. ш. 13.933333° и. д. 0°00′ с. ш. 17°45′ и. д. / 0° с. ш. 17.75° и. д.     | Република Конго              | |
| 0°00′ с. ш. 17°45′ и. д. / 0° с. ш. 17.75° и. д. 0°00′ с. ш. 29°44′ и. д. / 0° с. ш. 29.733333° и. д.     | Демократична Република Конго | р. Конго (0°00′ с. ш. 18°12′ и. д. / 0° с. ш. 18.2° и. д. и 0°00′ с. ш. 25°32′ и. д. / 0° с. ш. 25.533333° и. д.) |
| 0°00′ с. ш. 29°44′ и. д. / 0° с. ш. 29.733333° и. д. 0°00′ с. ш. 33°57′ и. д. / 0° с. ш. 33.95° и. д.     | Уганда                       | ез. Виктория (0°00′ с. ш. 33°10′ и. д. / 0° с. ш. 33.166667° и. д.), гр. Кампала (0°19′ с. ш. 32°35′ и. д. / 0.316667° с. ш. 32.583333° и. д.) |
| 0°00′ с. ш. 33°57′ и. д. / 0° с. ш. 33.95° и. д. 0°00′ с. ш. 41°00′ и. д. / 0° с. ш. 41° и. д.            | Кения                        | гр. Кисуму (0°06′ ю. ш. 34°45′ и. д. / 0.1° ю. ш. 34.75° и. д.) |
| 0°00′ с. ш. 41°00′ и. д. / 0° с. ш. 41° и. д. 0°00′ с. ш. 42°53′ и. д. / 0° с. ш. 42.883333° и. д.        | Сомалия                      | |
| 0°00′ с. ш. 71°30′ и. д. / 0° с. ш. 71.5° и. д.                                                           | Индийски океан               | Малдиви – атол Хуваду (0°30′ с. ш. 73°18′ и. д. / 0.5° с. ш. 73.3° и. д.), о. Фувамулах (0°18′ ю. ш. 73°25′ и. д. / 0.3° ю. ш. 73.416667° и. д.) |
| 0°00′ с. ш. 101°30′ и. д. / 0° с. ш. 101.5° и. д.                                                         | Индонезия                    | о-ви Бату (0°00′ с. ш. 98°22′ и. д. / 0° с. ш. 98.366667° и. д.), о. Суматра (0°00′ с. ш. 102°00′ и. д. / 0° с. ш. 102° и. д.), о-ви Линга (0°00′ с. ш. 104°33′ и. д. / 0° с. ш. 104.55° и. д.) |
| 0°00′ с. ш. 106°30′ и. д. / 0° с. ш. 106.5° и. д.                                                         | проток Киримата              | |
| 0°00′ с. ш. 113°30′ и. д. / 0° с. ш. 113.5° и. д.                                                         | Индонезия                    | о. Калимантан – гр. Понтианак (0°01′ ю. ш. 109°20′ и. д. / 0.016667° ю. ш. 109.333333° и. д.) |
| 0°00′ с. ш. 119°00′ и. д. / 0° с. ш. 119° и. д.                                                           | Макасарски проток            | |
| 0°00′ с. ш. 120°00′ и. д. / 0° с. ш. 120° и. д.                                                           | Индонезия                    | о. Сулавеси |
| 0°00′ с. ш. 124°00′ и. д. / 0° с. ш. 124° и. д.                                                           | Молукско море                | |
| 0°00′ с. ш. 127°40′ и. д. / 0° с. ш. 127.666667° и. д.                                                    | Индонезия                    | о. Коиоа (0°00′ с. ш. 127°27′ и. д. / 0° с. ш. 127.45° и. д.), о. Халмахера (0°00′ с. ш. 127°48′ и. д. / 0° с. ш. 127.8° и. д.) |
| 0°00′ с. ш. 124°00′ и. д. / 0° с. ш. 124° и. д.                                                           | море Халмахера               | Индонезия – о. Геде (0°00′ с. ш. 129°22′ и. д. / 0° с. ш. 129.366667° и. д.) |
| 0°00′ с. ш. 175°00′ з. д. / 0° с. ш. 175° з. д.                                                           | Тихи океан                   | Кирибати – Гилбъртови о-ви (атол Аранука 0°10′ с. ш. 173°52′ и. д. / 0.166667° с. ш. 173.866667° и. д., атол Абемама 0°24′ с. ш. 173°52′ и. д. / 0.4° с. ш. 173.866667° и. д., о. Куриа 0°13′ с. ш. 173°25′ и. д. / 0.216667° с. ш. 173.416667° и. д.); Еквадор – о-ви Галапагос (о. Изабела 0°00′ с. ш. 91°24′ з. д. / 0° с. ш. 91.4° з. д. |
| 0°00′ с. ш. 80°07′ з. д. / 0° с. ш. 80.116667° з. д. 0°00′ с. ш. 75°35′ з. д. / 0° с. ш. 75.583333° з. д. | Еквадор                      | гр. Кито (0°11′ ю. ш. 78°28′ з. д. / 0.183333° ю. ш. 78.466667° з. д.) |
| 0°00′ с. ш. 75°35′ з. д. / 0° с. ш. 75.583333° з. д. 0°00′ с. ш. 70°03′ з. д. / 0° с. ш. 70.05° з. д.     | Колумбия                     | |
| 0°00′ с. ш. 70°03′ з. д. / 0° с. ш. 70.05° з. д. 0°00′ с. ш. 49°21′ з. д. / 0° с. ш. 49.35° з. д.         | Бразилия                     | Амазонас, Рорайма, Пара, Амапа – гр. Макапа (0°02′ с. ш. 51°04′ з. д. / 0.033333° с. ш. 51.066667° з. д.) |
| 0°00′ с. ш. 0°00′ и. д. / 0° с. ш. 0° и. д.                                                               | Атлантически океан           | Гвинейски залив |